# 云 (喜剧)

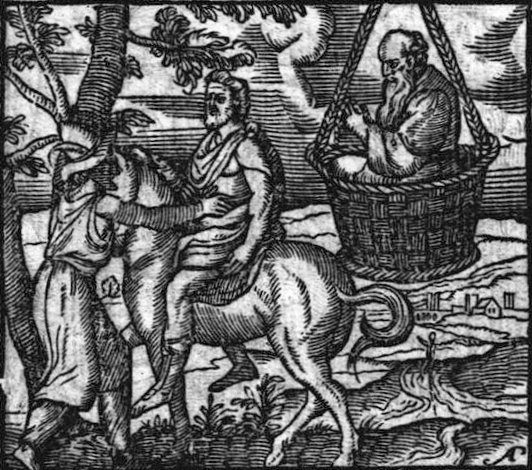
筐中的苏格拉底，16世纪版画，作为《云》的插图

云是古希腊剧作家阿里斯托芬创作的一部喜剧，最初于公元前423年在酒神祭上演，是当年艺术节上三部戏剧中的最后一部。剧中对雅典智者们的流行风气进行了辛辣的讽刺，作者认为这是道德沦丧的根源所在。阿里斯托芬认为《云》是自己的得意之作，但演出后并没有像作者所希望的那样受到欢迎，只得到了末等奖。阿里斯托芬在公元前420年至前417年之间修订了剧本，之后以手稿形式发行，原始作品的副本没有留存下来。
学者们的分析表明，修订版的内容相对于一般的旧喜剧剧本并不完整。然而这种不完整性在翻译和现代表演中并不明显从今日看起来，《云》可被认为是世界上现存的第一部“思想喜剧”，也被文学评论家认为是这一体裁中的一部典范之作。此外柏拉图的《申辩篇》中提到该剧，认为其中对苏格拉底的讽刺部分造成了对哲学家的审判和处决

## 人物[7]
- 斯瑞西阿得斯，在思想所求学的人
- 斐狄庇得斯，斯瑞西阿得斯的儿子
- 苏格拉底，开设思想所的哲学家
- 门徒，苏格拉底的门徒。
- 开瑞丰, 苏格拉底的朋友和忠诚追随者
- 云彩们，组成歌队
- 仆人
- 众学生
- 逻辑甲
- 逻辑乙
- 帕西阿斯
- 阿密尼阿斯
- 证人